# Mickaël Nogal
Mickaël Nogal, né le 26 novembre 1990 à Toulouse, est un chef d'entreprise et homme politique franco-espagnol.
D'abord membre du Parti socialiste, il est l'un des principaux responsables des Jeunes avec Macron à leur création en 2015, avant de s'engager à En marche !, devenu La République en marche. Il est député de la 4e circonscription de la Haute-Garonne entre le 18 juin 2017 et le 28 février 2022. 

## Biographie

### Jeunesse et carrière professionnelle
Fils d'un père ouvrier dans une tuilerie du groupe Imerys et d'une mère employée de mairie, il commence à travailler à l’âge de 17 ans. Il devient journaliste pigiste pour plusieurs publications à Toulouse dont le quotidien régional La Dépêche du Midi, le magazine culturel Let’smotiv ou le magazine municipal À Toulouse.
En 2012, parallèlement à sa dernière année d'étude à l’Institut supérieur de communication (ISCOM), après avoir participé à sa campagne, il devient assistant parlementaire du député Christophe Borgel (PS). En septembre 2013, après un stage de fin d’étude réalisé au sein de l’agence Havas, il rejoint l’Alliance 7, fédération professionnelle des produits d’épicerie sucrée et de nutrition spécialisée, comme responsable des relations extérieures. En janvier 2015, il intègre le Commissariat général de la France à l’Exposition universelle de Milan, entité rattachée au gouvernement, en tant que responsable adjoint du pôle Relations internationales et Protocole. Cet engagement lui vaudra d’être le plus jeune décoré de l’ordre du Mérite agricole (décret en date du 25 novembre 2015). Cette décoration lui est remise le 3 décembre 2015 par Stéphane Le Foll, alors ministre de l’Agriculture et porte-parole du gouvernement. 
De retour en France fin 2015, il est nommé responsable relations institutionnelles chargé du lobbying au sein du groupe Orangina Suntory France (membre de la filiale européenne de la marque japonaise Suntory) leader français des boissons aux fruits. D'après le journaliste Laurent Dubois qui a interrogé une source anonyme au sein du groupe Orangina Suntory France, « la société n’emploie pas de lobbyistes » et recourt « uniquement à des prestataires extérieurs réputés et expérimentés ». Selon le journaliste à l'origine de l'article, « rémunéré mensuellement par près de 3 000 euros, son salaire est très largement en dessous d’un salaire pour un cadre dirigeant ». La déclaration d'intérêt et d'activités de Mickaël Nogal à la Haute Autorité pour la transparence de la vie publique précise que le député a été recruté en tant que responsable des relations institutionnelles du groupe Orangina Suntory France.

### Débuts
Membre du Parti socialiste entre 2008 et 2015[réf. nécessaire], il soutient Dominique Strauss-Kahn et s'oppose au contrat première embauche (CPE). Il fait partie des premiers à s’engager aux côtés d’Emmanuel Macron au sein des Jeunes avec Macron, dont les cofondateurs Pierre Person et Sacha Houlié sont proches de lui de longue date, et dont il est responsable de la communication. En novembre 2016, Emmanuel Macron, le nomme responsable départemental du mouvement En Marche ! en Haute-Garonne.

### Député de laXVelégislature
Le 11 mai 2017, il est investi par le parti La République en marche ! pour les élections législatives dans la quatrième circonscription de la Haute-Garonne. Il est élu député le 18 juin 2017, en battant, au deuxième tour Liem Hoang Ngoc (France Insoumise) avec 51,91% des suffrages. Il succède ainsi à Martine Martinel (PS) élue depuis 2007.
Il est élu le 26 juin 2017 vice-président de la Commission des Affaires économiques de l'Assemblée nationale. Depuis son élection, Mickaël Nogal s'est investi sur plusieurs sujets tels que le logement ou la sécurité.
Il est chargé d'une mission de concertation autour de la relance de la filière aéronautique, fortement affectée par l'épidémie de Covid-19, laquelle il a rendu une première contribution au plan de relance au secrétaire d'État aux Transports Jean-Baptiste Djebbari, début juin 2020.
Mickaël Nogal est par ailleurs co-président des groupes d'amitié France-Colombie, France-Espagne, et France-Venezuela. Il fait également partie de l'équipe de football de l'Assemblée.
Porte-parole du groupe La République en marche sur le projet de loi d'évolution du logement, de l'aménagement et du numérique (dit ELAN), Mickaël Nogal lance en 2018 un « Tour de France du Logement », avec comme objectif d'« aller à la rencontre des Français et de l'ensemble des acteurs du logement » afin de promouvoir la loi ELAN.
Le 11 décembre 2018, Mickaël Nogal est nommé par le Premier ministre Édouard Philippe pour une mission parlementaire de 6 mois sur le rôle des agences immobilières auprès de Jacqueline Gourault et Julien Denormandie pour «faciliter la mise en location de logements et simplifier les relations entre propriétaires et locataires».
Il est rapporteur thématique du projet de loi Climat-Résilience sur le volet « se loger ». Mediapart relève qu'il a fait adopter en commission un amendement « qui spécifie que si une habitation est classée C, voire D au diagnostic de performance énergétique – soit des seuils de consommation d’énergie jusqu’à trois fois plus élevés que les notes A et B –, après une rénovation, elle pourra être qualifiée de « performante » » : les associations environnementales ont dénoncé un amendement « climaticide » et un « bond en arrière pour la rénovation énergétique ».
Le 6 janvier 2022, il annonce sa nomination en tant que directeur général de l'Association nationale des industries alimentaires, le plus puissant lobby du secteur, et son intention de démissionner de son mandat de député,. Le 25 février, il présente sa démission de son mandat, celle-ci est effective le 28 février.
Il devient, pendant quelques mois, directeur général de l'Association nationale des industries alimentaires, avant de fonder son cabinet de conseil,. En mars 2024, il est nommé directeur du cabinet de Stéphane Séjourné, alors secrétaire général du parti Renaissance.
Il devient par la suite conseiller au cabinet d'Éric Lombard, ministre de l'Économie et des Finances.

## Décorations
Chevalier de l'ordre du Mérite agricole (décret en date du 25 novembre 2015). Cette décoration lui est remise le 3 décembre 2015 par Stéphane Le Foll, alors ministre de l’Agriculture et porte-parole du gouvernement. Le 31 juillet 2022, il est promu au grade d'officier, par Marc Fesneau, ministre de l'Agriculture et de la Souveraineté alimentaire.

## Ouvrage
- La séance est ouverte, Rocambole, 2021. Préfacé par Emmanuel Macron[24].